# Neoperla longinqua
Neoperla longinqua är en bäcksländeart som beskrevs av Luisa Eugenia Navas 1911. Neoperla longinqua ingår i släktet Neoperla och familjen jättebäcksländor. Inga underarter finns listade i Catalogue of Life.